# Mike Fisher (autóversenyző)
Michael J. Fisher (Hollywood, 1943. március 13. –) amerikai autóversenyző.

## Pályafutása
1967-ben két világbajnoki Formula–1-es versenyen vett részt. A kanadai futamon tizenegyedikként zárt, kilenc körös hátrányban a győztes Jack Brabham mögött. A mexikói viadalon a tizedik rajtpozíciót szerezte meg, a futamon azonban autója üzemanyagrendszer-problémái miatt nem tudott elrajtolni.

## Eredményei

### Teljes Formula–1-es eredménylistája
(Táblázat értelmezése)

(Félkövér: pole-pozícióból indult; dőlt: leggyorsabb kört futott) 

| Év   | Csapat      | Modell   | Motor | 1   | 2   | 3   | 4   | 5   | 6   | 7   | 8      | 9   | 10  | 11     | Helyezés | Pont |
| ---- | ----------- | -------- | ----- | --- | --- | --- | --- | --- | --- | --- | ------ | --- | --- | ------ | -------- | ---- |
| 1967 | Mike Fisher | Lotus 33 | BRM   | RSA | MON | NED | BEL | FRA | GBR | GER | CAN 11 | ITA | USA | MEX Ki | -        | 0    |